# Abaša
Abaša (gruzínsky აბაშა) je město v západní Gruzii. Administrativně je součástí kraje Samegrelo – Horní Svanetie. V roce 2014 zde žilo 4941 obyvatel.
Město se rozkládá v nížinné krajině v blízkosti řeky Rioni, na hlavním silničním tahu z města Kutaisi k přístavu Poti a dále do Zugdidi a Abcházie. Prochází tudy železniční trať Sametredia–Suchumi a silnice 1. třídy č. 1. Město se nachází 41 km západně od Kutaisi, 44 km východně od Poti a 43 km jihovýchodně od Zugdidi.

## Název
Název Abaša pochází údajně z arabštiny a váže se k němu pověst, že když Arabové chtěli překročit řeku stejného názvu směrem do vnitrozemí Gruzie v těchto místech, křičeli Abaša, tedy ústup! Město nese název právě podle této řeky.

## Historie
Oblast dnešního města byla osídlena již od dávnověku. V okolí nedaleké vesnice Ketilari se nachází základy velmi starého osídlení.
Z původní vesnice se začalo vyvíjet malé město po výstavbě železniční trati, která byla zprovozněna v roce 1870. Současný střed města se tak vyvinul právě okolo nádraží. V té době zde žilo 1539 obyvatel.
V roce 1964 získala obec status města. Do té doby spadala Abaša velmi dlouho administrativně pod nedaleké město Senaki jako obec.
Během existence Sovětského svazu se zde nacházel závod na výrobu obuvi, podnik na výrobu čaje a několik dalších závodů na výrobu součástek apod. Na počátku 80. let zde Eduard Ševardnadze inicioval ekonomický experiment, kdy téměř všechny místní podniky nechal sloučit do jednoho konglomerátu. V rámci něho získávali značné bonusy pracovníci, kteří se věnovali práci v potravinářství. Výsledkem byl růst produktivity zemědělství na úkor ostatních odvětví. Tento pokus byl následně exportován do řady dalších obcí a regionů na území gruzínské republiky v rámci SSSR.
V současné době má město především význam dopravní křižovatky, a to jak v silniční, tak i železniční dopravě. Dominantou města je park s nadživotním monumentem. Park byl rozhodnutím z roku 2018 rekonstruován.

## Sport
V Abaše se nachází sportoviště pro různé jezdecké sporty.

## Známé osobnosti
- Konstantine Gamsachurdia, spisovatel a otec jednoho z gruzínských prezidentů
- Nikoloz Ioseliani, zootechnik
- Constantine Kapanelli, spisovatel
- Terenti Čanturia, sochařka